# Centrale nucléaire Trojan

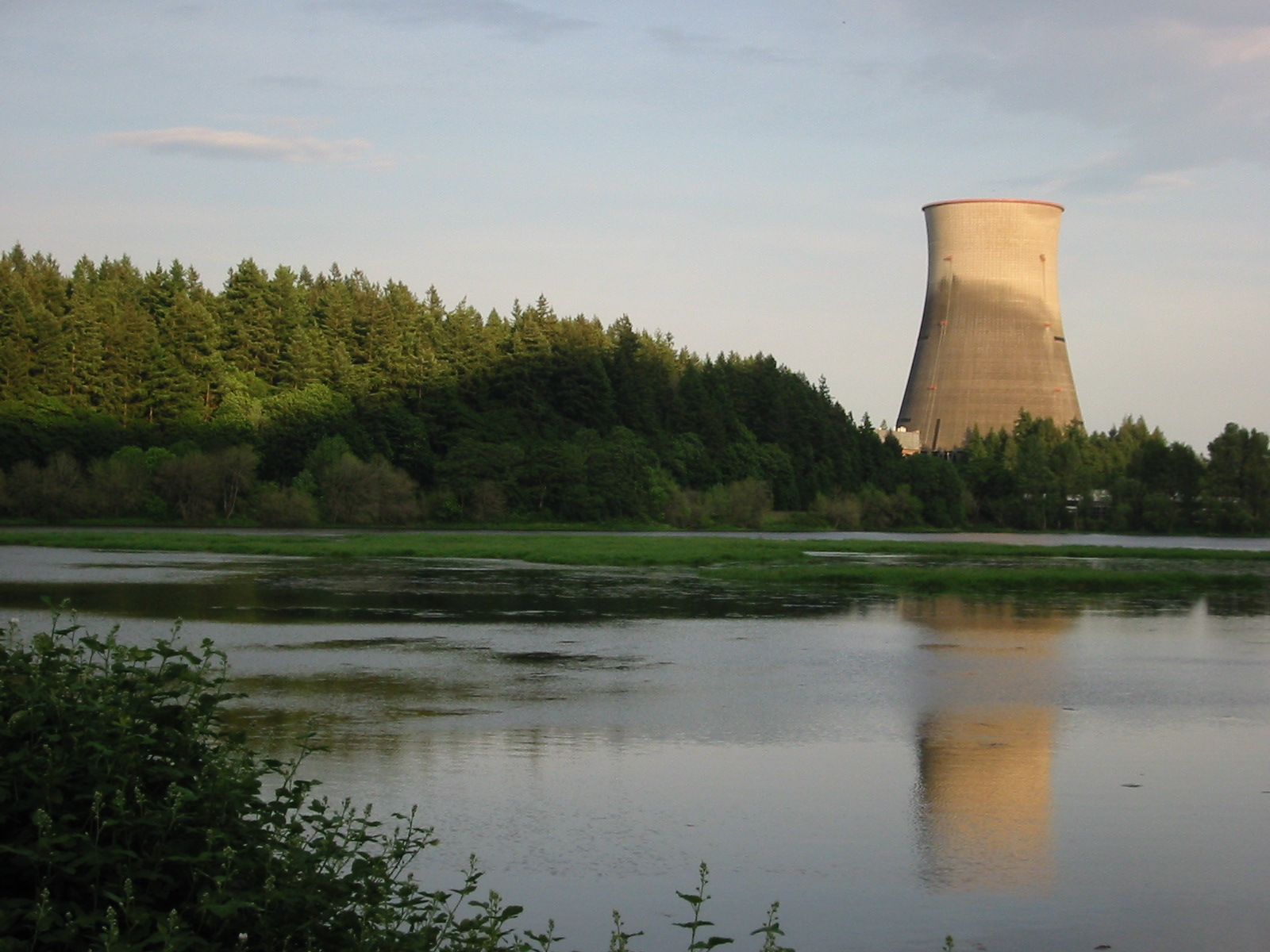
La centrale

Démolition

La centrale nucléaire Trojan est située à Rainier dans le comté de Columbia de l’Oregon aux États-Unis.

## Histoire
Cette centrale, dont la construction a débuté en 1970, comportait un réacteur à eau pressurisée (REP) et elle est à ce jour la seule centrale nucléaire qui a été installée dans l’Oregon.
- Trojan : 1130 MWe, mis en service en 1975 pour 40 ans, arrêt définitif prononcé en 1993[1].

C'est après seulement 16 ans d’exploitation qu'elle a été fermée définitivement en 1993 par l’exploitant Portland General Electric (PGE), à peu près 20 ans avant la fin de vie prévue à la conception.

Pendant son exploitation, la centrale fournissait plus de 12 % de l’énergie électrique de l’Oregon alors que 80 % de cette énergie provenait des barrages construits sur les rivières Columbia et Snake et le reste de combustibles fossiles.

Le déclassement et la démolition ont commencé en 1993 et doivent être poursuivis jusqu’en 2008. La tour de refroidissement de 152 m a été démolie à la dynamite en 2006. D’autres démolitions sont en cours jusqu’en 2008.